# 疲労困憊
| ウィキペディアには「疲労困憊」という見出しの百科事典記事はありません（タイトルに「疲労困憊」を含むページの一覧/「疲労困憊」で始まるページの一覧）。 代わりにウィクショナリーのページ「疲労困憊」が役に立つかもしれません。 |

| ウィキペディアには「疲労困憊」という見出しの百科事典記事はありません（タイトルに「疲労困憊」を含むページの一覧/「疲労困憊」で始まるページの一覧）。 代わりにウィクショナリーのページ「疲労困憊」が役に立つかもしれません。 |

| ウィキペディアには「疲労困憊」という見出しの百科事典記事はありません（タイトルに「疲労困憊」を含むページの一覧/「疲労困憊」で始まるページの一覧）。 代わりにウィクショナリーのページ「疲労困憊」が役に立つかもしれません。 |